# Lutung jawajski
Lutung jawajski (Trachypithecus auratus) – gatunek ssaka naczelnego z podrodziny gerez (Colobinae) w obrębie rodziny koczkodanowatych (Cercopithecidae).

## Zasięg występowania
Lutung jawajski występuje we wschodniej Jawie (na północny zachód do okolic Dżakarty i na wschód od około 109°E na południowym wybrzeżu), na Bali i Lombok oraz Sempu i Nusa Barung, u południowego wybrzeża Jawy.

## Taksonomia
Gatunek po raz pierwszy naukowo opisał w 1812 roku francuski przyrodnik Étienne Geoffroy Saint-Hilaire nadając mu nazwę Cercopithecus auratus. Holotyp pochodził z Semarang, w dystrykcie Batu, na Jawie.
T. auratus należy do grupy gatunkowej cristatus, wraz z blisko spokrewnionymi T. cristatus, T. germaini, T. margarita, T. mauritius i T. selangorensis. Autorzy Illustrated Checklist of the Mammals of the World uznają ten takson za gatunek monotypowy.

### Etymologia
- Trachypithecus: gr. τραχυς trakhus „szorstki, kudłaty”; πιθηκος pithēkos „małpa”[14].
- auratus: łac. auratus „pozłacany, zdobiony złotem”, od aurum „złoto”[15].

## Morfologia
Długość ciała (bez ogona) samców 44–65 cm, długość ogona samców 61–87 cm; masa ciała samców około 7,1 kg. Małpy te zwykle mają srebrnoczarną sierść z odcieniami brązu widocznymi na nogach, głowach i bokobrodach. Łacińska nazwa auratus oznacza tyle, co złoty, co odnosi się do rzadziej spotykanego, rudego umaszczenia tych zwierząt. Taki sam kolor sierści pojawia się wśród zwierząt młodych, które wybarwiają się w trakcie dorastania. Jak w przypadku wszystkich lutungów ich ogony potrafią osiągać zaskakujące długości do aż 98cm.

### Dymorfizm płciowy
Samice posiadają jaśniejszą sierść wokół obszaru łonowego.

## Ekologia

### Pożywienie
Dieta tego gatunku lutungów opiera się przede wszystkim na roślinach. Małpy te jedzą liście, owoce, kwiaty oraz ich pąki. Zjadają także larwy owadów. Tak jak inne gerezy lutung jawajski posiada wyspecjalizowany żołądek, dzięki któremu może trawić rośliny w bardziej wydajny sposób. Posiadają powiększone gruczoły ślinowe, które pomagają im w rozbijaniu żywności.

### Tryb życia
Zwierzę społeczne, żyjące w grupach składających się z około siedmiu osobników, z jednym lub dwoma samcami. Samice wspólnie zajmują się potomstwem, jednak potrafią atakować przedstawicielki innych grup. Jasne umaszczenie młodych sprawia, że pozostali członkowie stada mogą łatwiej je dostrzegać i chronić przed niebezpieczeństwem. Nie mają wyraźnego okresu gotowego, a samice wychowują jednego potomka naraz.